# Justin Whalin
Justin Garrett Whalin (San Francisco, 6 settembre 1974) è un attore statunitense.

## Biografia
Figlio unico dell'insegnante Terry Villanueva e dell'agente immobiliare Craig Whalin, i suoi genitori divorziarono quando aveva 7 anni.
È conosciuto maggiormente per la sua interpretazione come Jimmy Olsen nella serie televisiva Lois & Clark - Le nuove avventure di Superman. Ha inoltre recitato come il sedicenne Andy Barclay nel film La bambola assassina 3 (1991), il protagonista della trilogia de La bambola assassina, dopo Alex Vincent.

## Filmografia parziale

### Cinema
- La bambola assassina 3 (Child's Play 3), regia di Jack Bender (1991)
- La signora ammazzatutti (Serial Mom), regia di John Waters (1994)
- La leggenda del lupo bianco (White Wolves II - Legend of the Wild), regia di Terence H. Winkless (1995)
- Dungeons & Dragons - Che il gioco abbia inizio (Dungeons & Dragons), regia di Courtney Solomon (2000)

### Televisione
- Baby Sitter - serie TV, 6 episodi (1989)
- Perfetta armonia - film TV (1991)
- Lois & Clark - Le nuove avventure di Superman - serie TV, 66 episodi (1994-1997)
- Miracolo a mezzanotte - film TV (1998)

## Doppiatori italiani
Nelle versioni in italiano delle opere in cui ha recitato, Justin Whalin è stato doppiato da:
- Luca Lionello in Baby Sitter, Monsters
- Fabio Boccanera in La signora ammazzatutti, Dungeons & Dragons - Che il gioco abbia inizio
- Giorgio Borghetti ne La bambola assassina 3
- Massimiliano Manfredi in Lois & Clark - Le nuove avventure di Superman